# Éléonore d'Este (1643-1722)
Pour les articles homonymes, voir Éléonore d'Este.
Éléonore d'Este (2 janvier 1643, Mantoue - 24 février 1722, Modène) est une princesse italienne et une religieuse. Elle est la fille de François Ier d'Este et de sa première épouse Marie Farnèse - le couple a eu un autre enfant appelée Éléonore, en 1639, mais elle est morte à un an.
Elle grandit à la cour de son père et devient connue à un âge très précoce pour sa ferveur religieuse et les œuvres de charité. Le 3 mai 1674, elle entre dans un couvent des Carmes déchaux changeant son nom en Maria Francesca dello Spirito Santo. Elle a souvent été à la tête de la communauté religieuse, et a également mis en place un monastère à Reggio d'Émilie, qui ouvre en 1689 et reste ouvert jusqu'en 1798. Elle est devenue si populaire qu'elle est devenue également un directeur spirituel de plusieurs nobles femmes. Elle est décédée en 1722 en Odeur de sainteté et ses restes sont encore vénérés par l'église Catholique.